# Князе-Григоровский сельский совет (Великолепетихский район)
Князе-Григоровский сельский совет (укр. Князе-Григорівська сільська рада) — входит в состав
Великолепетихского района
Херсонской области
Украины.
Административный центр сельского совета находится в 
с. Князе-Григоровка
.

## История
- 1784 — дата образования.

## Населённые пункты совета
- с. Князе-Григоровка
- с. Среднее